# Éric Guyot
Pour les articles homonymes, voir Guyot.
Éric Guyot (né le 10 mars 1962 à Belfort,) est un coureur cycliste français, professionnel de 1984 à 1989.

## Palmarès sur route

### Par année
- Amateur
  - 1982-1983 : 8 victoires[3]
- 1983
  - Champion de Franche-Comté[3]
  - 2e du Tour de Seine-et-Marne
  - 3e du Critérium du Printemps
  - 3e du Tour de la Moyenne Alsace
- 1984
  - 3e de l'Étoile des Espoirs
- 1985
  - Grand Prix de Plouay
  - 6e de Bordeaux-Paris

### Résultats sur les grands tours

#### Tour de France
1 participation
- 1986 : abandon (14e étape)

#### Tour d'Espagne
4 participations
- 1984 : 53e
- 1985 : 34e
- 1986 : 18e
- 1987 : 45e

## Palmarès sur piste
- 1985
  - 2e du championnat de France de demi-fond
  - 3e du championnat de France de la course aux points